# Missingmyr
Missingmyr är en tätort i Råde kommun i Østfold fylke i sydöstra Norge. Tätorten hade 929 invånare den 1 januari 2022. 